# Mühlenstraße 19 (Dahlenwarsleben)

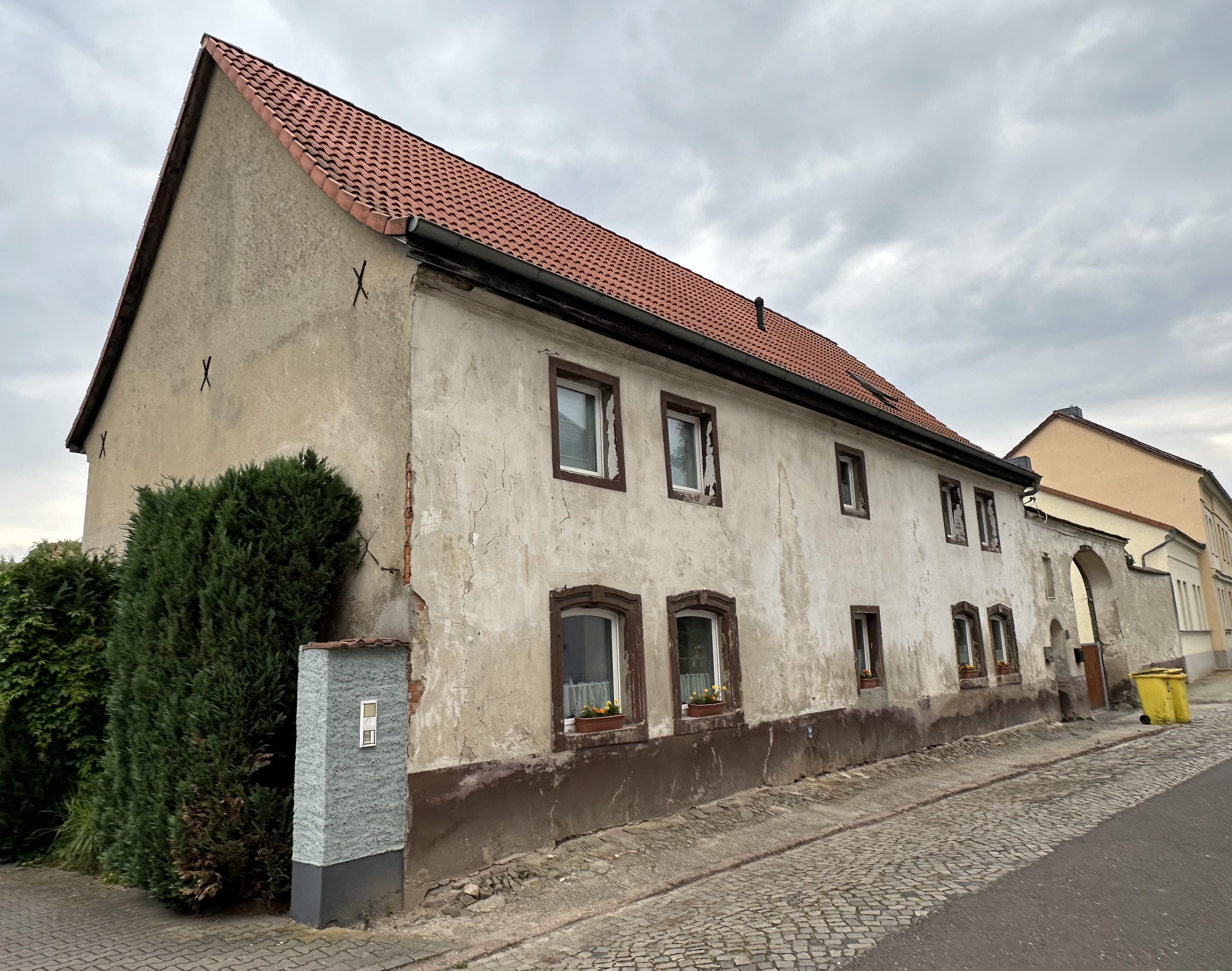
Wohnhaus, Blick von Südwesten, 2024

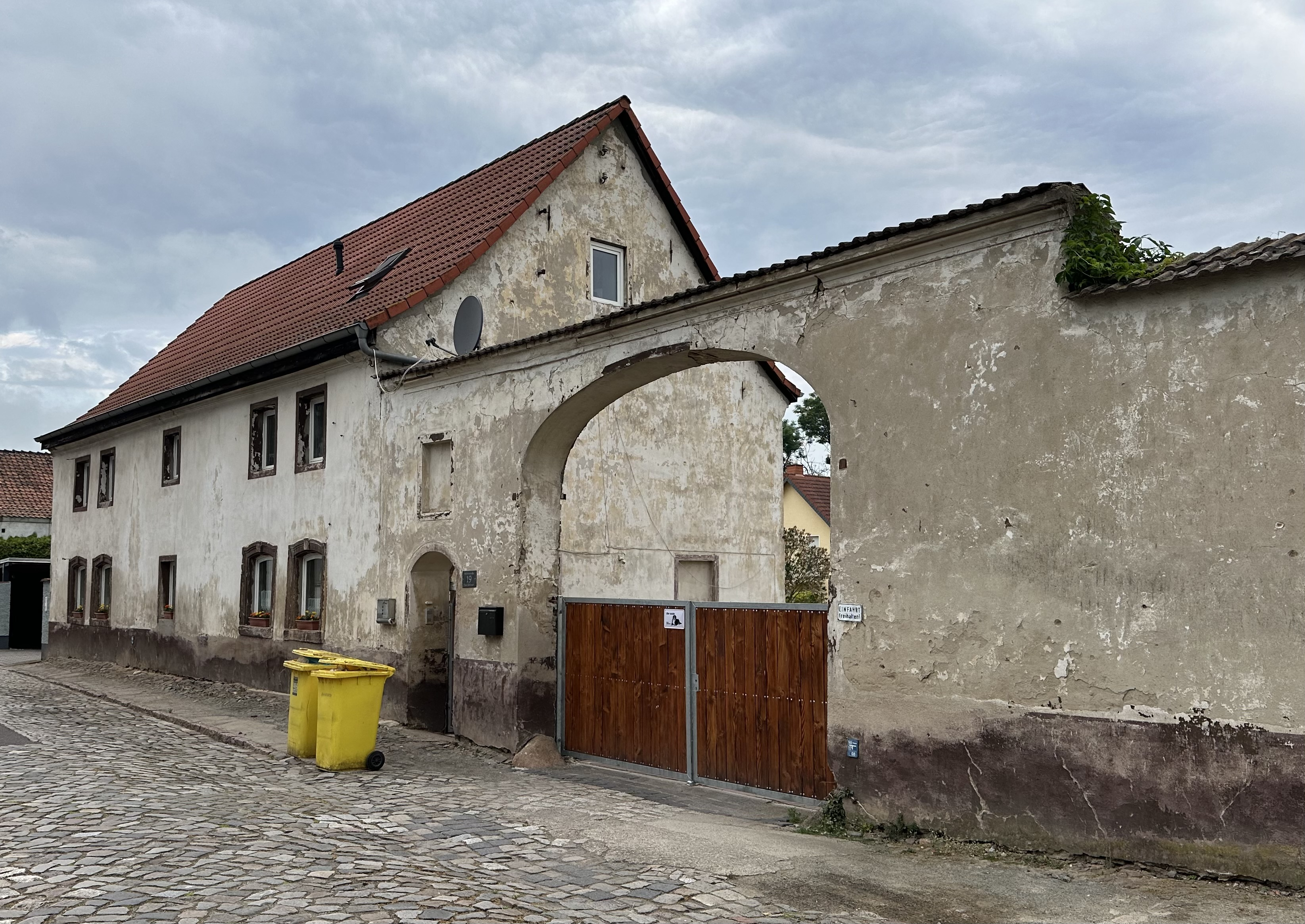
Wohnhaus mit Torbogen

Das Haus Mühlenstraße 19 ist ein denkmalgeschütztes Wohnhaus in der Gemeinde Niedere Börde in Sachsen-Anhalt.

## Lage
Es befindet sich im Ortsteil Dahlenwarsleben südwestlich der Ortsmitte, auf der Nordseite der Mühlenstraße.

## Architektur und Geschichte
Das zweigeschossige verputzte Gebäude entstand Ende des 18./Anfang des 19. Jahrhunderts im Stil des Barock. Der traufständig zur Straße ausgerichtete Bau ist siebenachsig angelegt. Die Fenstergewände im Erdgeschoss sind profiliert und aus Sandstein gefertigt. Sie verfügen jeweils über einen Schlussstein. Bedeckt ist das Haus mit einem Satteldach. Östlich an das Wohnhaus grenzt ein großer Torbogen in für die Magdeburger Börde typischer Gestaltung. Der Bogen ist als Korbbogen gearbeitet. Westlich des Torbogens besteht eine Pforte.
Im Denkmalverzeichnis des Landes Sachsen-Anhalt ist das Wohnhaus unter der Erfassungsnummer 094 15949 als Baudenkmal eingetragen.